# Южная въездная башня
Ю́жная въездна́я ба́шня (укр. Півде́нна в'їзна́ ве́жа), также известная как Ю́жная проездна́я ба́шня (укр. Півде́нна проїзна́ ба́шта) — южный въезд со стороны Владимирской улицы на территорию бывшего Софийского монастыря (ныне национальный заповедник «София Киевская») в Киеве. Является памятником украинской архитектуры в стиле украинского барокко.
Построена в начале XVIII века во времена гетмана Ивана Мазепы.
Башня занесена в перечень Всемирного наследия ЮНЕСКО под № 527 (в комплексе монастырских сооружений собора Святой Софии). Памятник культурного наследия национального значения, охранный № 1/7.

## История
В конце XVII века на месте современной въездной башни была глухая деревянная ограда. Когда в 1697 году деревянная застройка монастыря сгорела во время пожара, началось восстановление монастырских сооружений, однако по новому плану. За монастырём в начале XVIII века, одновременно с колокольней, с юго-восточной стороны территории была сооружена современная въездная башня. Она использовалась для подвоза в монастырю продовольствия, поскольку вблизи неё в южной части двора находились пекарня и трапезная. Возможно, что сначала на верхнем ярусе была устроена надвратная церковь.
В XVIII веке башня входила в систему монастырских стен, которые примыкали к ней с запада и востока. В 1839 году к башне с восточной стороны пристроена новая стена с жилым пристенным корпусом. В 1851—1853 годах между старым зданием пекарни, в конце XVIII века переоборудованной под консисторию, и башней вдоль Владимирской улицы был пристроен новый корпус консистории, соединившее бывшую пекарню с башней и полностью закрывшее западный фасад башни. Во время этой перестройки, чтобы освободить место в архиве консистории, на второй этаж башни был сделан вход из консистории и устроена там комната с печкой и полками, куда была перенесена часть архива. При постройке нового корпуса консистории также пришлось разобрать часть древних стен, примыкавших к башне. В 1879 году к северо-восточному углу башни вдоль проезда пристроен двухэтажный соборный флигель.
В 1927 году Василий Липковский, вынужденный уйти с поста митрополита, переселился из квартиры в здании бывшего епархиального училищного совета (монастырский корпус № 3) в келью над проездом, в которой жил до 1929 года. Здесь он в тайно работал над исследованием об истории украинской церкви. Жил в почти полной изоляции, однако его посещали митрополит Николай Борецкий и Владимир Чеховский, который приносил нужные для написания труда материалы.
В 1934 году территория бывшего Софийского монастыря была объявлена Государственным историко-архитектурным заповедником «Софийский музей».
В 1978 году башня была отреставрирована по проекту В. Т. Цяука. В ходе реставрации восстановлен частично потерянный декор фасадов и первоначальная планировка помещений, перестроен купол и открыта замурованная ранее лестница на второй этаж.
В 1990 году на 14-й сессии Комитета всемирного наследия ЮНЕСКО, которая проходила в канадском городе Банф, башня была включена в список Всемирного наследия в составе комплекса монастырских сооружений Софийского собора под № 527.

## Архитектура

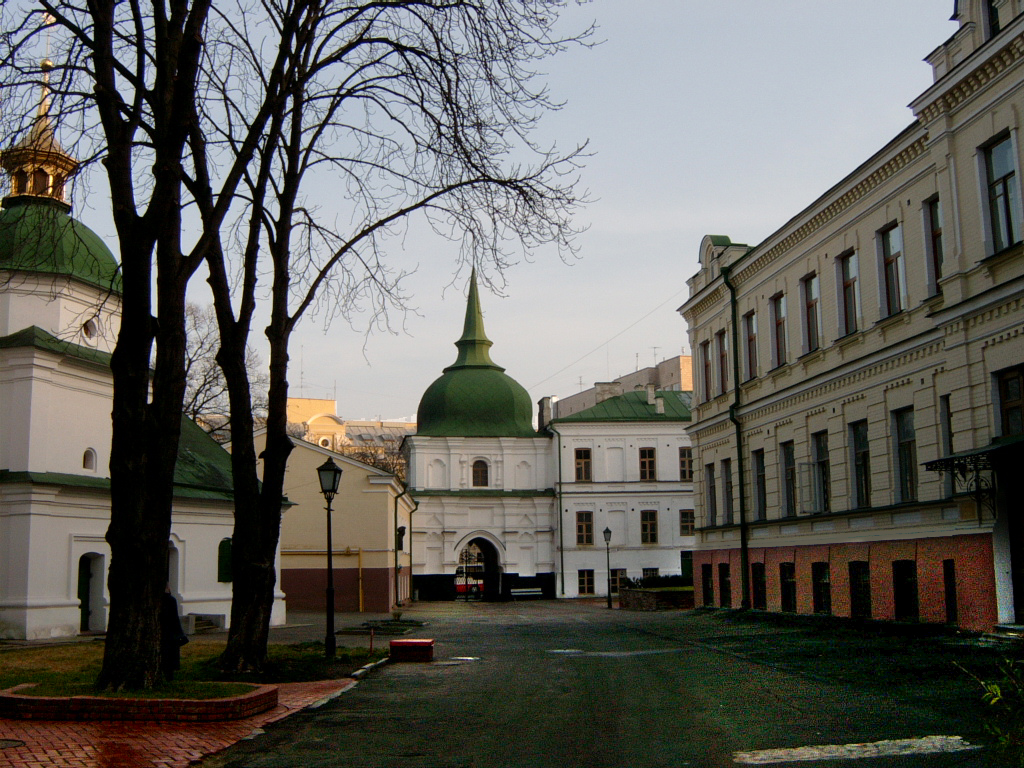
Проезд на монастырском дворе, который ведёт к башне

Башня — двухэтажное, квадратное в плане сооружение с оштукатуренными и побеленными фасадами. Через первый этаж башни проходит широкий сводчатый проезд. В толще восточной стены проезда находится сводчатое сторожевое помещение с кирпичным полом и окнами, которые выходят на восточный фасад и в проезд. В настоящее время здесь располагается охрана заповедника. В западной стене есть лестница, ведущая на второй этаж, где располагается высокое просторное помещение, занимающее весь этаж, ныне в нём находится один из фондов заповедника.
Башня увенчана полусферическом куполом с конусообразным шпилем, на котором установлена позолоченная крылатая фигура архангела Михаила, выполняющая функцию флюгера.
Оба яруса сверху имеют уступчатые карнизы сложного профиля. Стены башни расчленены по горизонтали пилястрами, что соответствует планировке нижнего яруса. Башенные фасады декорированы нишами различной формы и лёгкими полуколоннами, которые фланкируют расположенные в другом ярусе окна с арочными перемычками. Окна сначала были барочными крещатыми, и позже переделаны.

## Фигура Архистратига Михаила

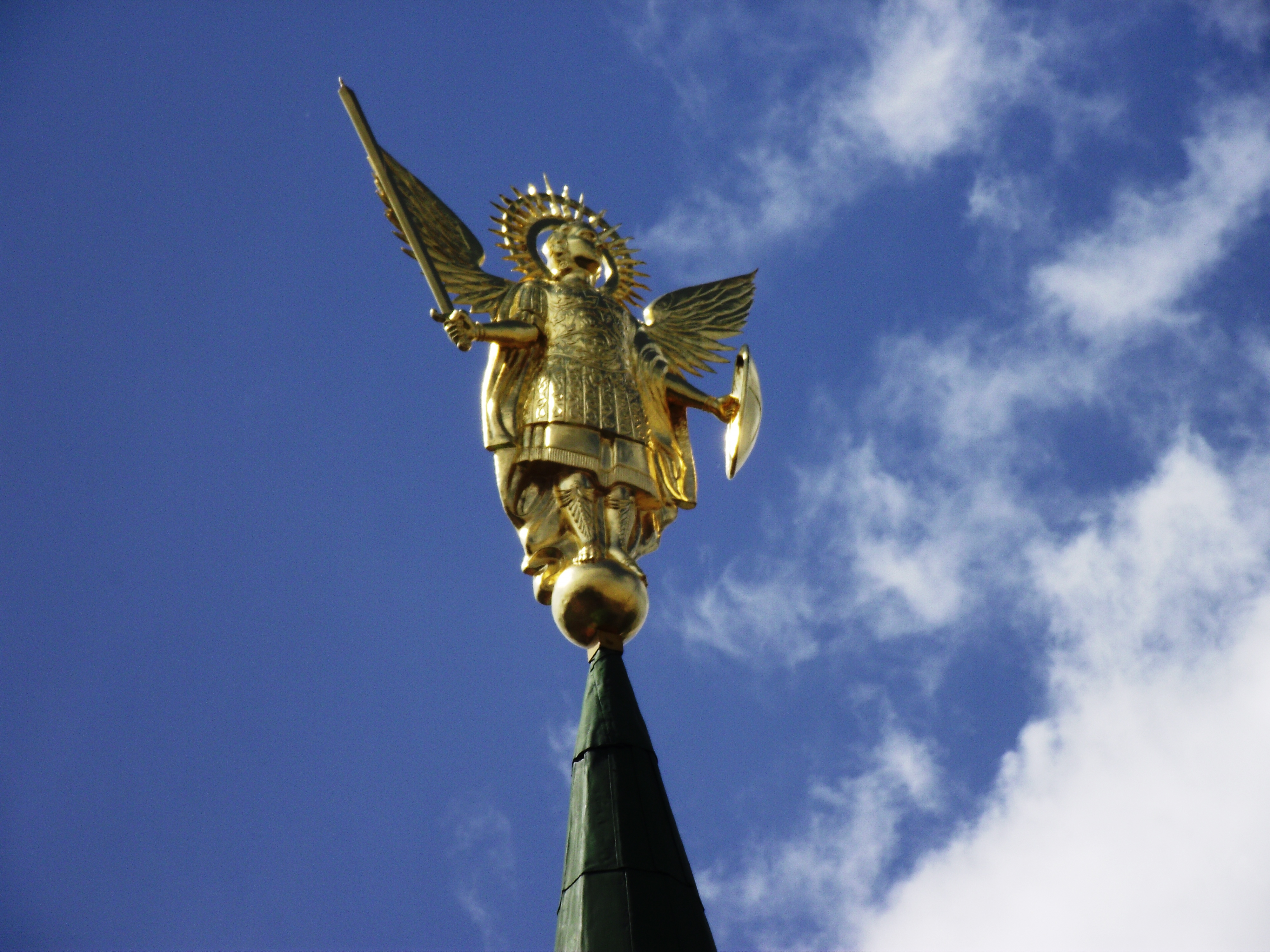
Новая фигура архангела Михаила на шпиле Южной башни

После постройки башни на её шпиль был установлен позолоченный флюгер — фигура архангела Михаила, который был символом бдительного стража Софийского монастыря. Флюгер простоял до сентября 1930 года, когда фигуру сбросили с башни, а через несколько дней разбили.
19 сентября 2007 года начался проект «Воссоздание фигуры Архистратига Михаила и установление его на шпиль Южной башни архитектурного ансамбля Софии Киевской». После трёх лет общей работы учёных, художников и благотворителей, по архивным чертежам и фотографиям была изготовлена копия старой фигуры. Автор копии — украинский художник и скульптор Николай Билык.
Фигура полая, изготовлена из меди и покрыта позолотой, имеет высоту 2,4 м и весит 98 кг. Она была представлена 9 апреля 2010 года на Софийской площади и вновь установлена на башне 1 октября 2010 года. Вместе с ней был поднят ящик, в который киевляне имели возможность заранее вбросить свои пожелания.
Существует легенда, что три киевские крылатые фигуры архангела Михаила держат небо и Благодать над Киевом и защищают его. Все три были уничтожены во время советской власти, и восстановлены при независимой Украине: первый стоит на Лядских воротах на площади Независимости, второй установлен на фронтоне Михайловского собора, а третий — на Южной башне.